# Boston Society of Film Critics Awards 2016
La 37ª edizione dei Boston Society of Film Critics Awards si è svolta l'11 dicembre 2016.

## Premi

### Miglior film
- La La Land, regia di Damien Chazelle

### Miglior attore
- Casey Affleck - Manchester by the Sea
  - 2º classificato: Joel Edgerton - Loving

### Migliore attrice
- Isabelle Huppert - Elle e Le cose che verranno (L'avenir)
  - 2º classificato: Natalie Portman - Jackie

### Miglior attore non protagonista
- Mahershala Ali - Moonlight

### Migliore attrice non protagonista
- Lily Gladstone - Certain Women

### Miglior regista
- Damien Chazelle - La La Land
  - 2º classificato: Kenneth Lonergan - Manchester by the Sea

### Migliore sceneggiatura
- Kenneth Lonergan - Manchester by the Sea
  - 2º classificato: Jim Jarmusch - Paterson

### Miglior fotografia
- Chung Chung-hoon - Agassi (아가씨)
  - 2º classificato: James Laxton - Moonlight

### Miglior montaggio
- Tom Cross - La La Land

### Miglior colonna sonora
- Mica Levi - Jackie

### Miglior documentario
- O.J.: Made in America, regia di Ezra Edelman

### Miglior film in lingua straniera
- Agassi (아가씨), regia di Park Chan-wook  ·   Corea del Sud
  - 2º classificato: Le cose che verranno (L'avenir), regia di Mia Hansen-Løve  ·   Francia/ Germania

### Miglior film d'animazione
- Tower, regia di Keith Maitland

### Miglior regista esordiente
- Robert Eggers - The Witch

### Miglior cast
- Moonlight
  - 2º classificato: Certain Women